# Consejo de Ministros de Cuba
El Consejo de Ministros de Cuba es el máximo órgano ejecutivo y administrativo y constituye el Gobierno de la República. Está integrando por el primer ministro, los vice primeros ministros, los ministros, el secretario y los otros miembros que determine la ley. En las sesiones del Consejo de Ministros participa, por derecho propio, el Secretario General de la Central de Trabajadores de Cuba. 
El Consejo de Ministros tiene carácter colegiado y sus decisiones son adoptadas por mayoría simple de sus integrantes.
El primer ministro, los vice primeros ministros, el secretario y otros miembros del Consejo de Ministros que determine el presidente de la República, integran su Comité Ejecutivo que puede decidir sobre las cuestiones atribuidas al Consejo de Ministros, durante los períodos que medien entre una y otra de sus reuniones. El Consejo de Ministros es responsable y periódicamente rinde cuenta de sus actividades ante la Asamblea Nacional del Poder Popular.
El presidente de la República, según la constitución de 2019 artículo 128 preside las reuniones del Consejo de Ministros.

## Antecedentes históricos
Según la Constitución cubana de 1940 el Consejo asistía, junto con el primer ministro, al presidente de la República quien presidía sus reuniones. Las resoluciones se adoptaban por mayoría simple.
Con el triunfo de la revolución cubana en 1959 y por la Ley Fundamental de dicho año asume la totalidad del poder legislativo, así como la designación del Presidente de la República, que asumiría sólo un rol representativo. El también llamado Gobierno Revolucionario estaba integrado por el primer ministro, que dirigía la política nacional y por los ministros. Los presidentes de comisiones gubernamentales, el banco nacional, los institutos y otros organismos, no pertenecían al Consejo, aunque sí tuvieron amplias facultades en los sectores que dirigían. A partir de 1972 se crearon los cargos de vice primer ministro y vice primeros ministros, con funciones supraministeriales.
La Constitución de 2019 recupera la figura del Presidente de la República y del primer ministro de Cuba.

## Responsabilidades del Consejo de Ministros
La Constitución de 2019 establece que corresponde al Consejo de Ministros
- a) cumplir y velar por el cumplimiento de la Constitución y las leyes;
- b) organizar y dirigir la ejecución de las actividades políticas, económicas, culturales, científicas, sociales y de la defensa acordadas por la Asamblea Nacional del Poder Popular;
- c) proponer los objetivos generales y metas para la elaboración de los planes a corto, mediano y largo plazos en función del desarrollo económico y social del Estado, y una vez aprobados por la Asamblea Nacional del Poder Popular, organizar, dirigir y controlar su ejecución;
- d) aprobar y someter a la ratificación del Consejo de Estado los tratados internacionales;
- e) dirigir y controlar el comercio exterior y la inversión extranjera;
- f) elaborar el proyecto de Presupuesto del Estado y, una vez aprobado por la Asamblea Nacional del Poder Popular, velar por su ejecución;
- g) implementar y exigir el cumplimiento de los objetivos aprobados para fortalecer los sistemas monetario, financiero y fiscal;
- h) elaborar proyectos legislativos y someterlos a la consideración de la Asamblea Nacional del Poder Popular o del Consejo de Estado, según proceda; 90 Gaceta Oficial 10 de abril de 2019
- i) proveer a la defensa nacional, al mantenimiento de la seguridad y orden interior, y a la protección de los derechos ciudadanos, así como a la salvaguarda de vidas y bienes en caso de desastres;
- j) dirigir la administración del Estado, así como unificar, coordinar y fiscalizar la actividad de los organismos de la Administración Central del Estado, de las entidades nacionales y de las administraciones locales;
- k) evaluar y adoptar decisiones sobre los informes de rendición de cuenta que le presenten los gobernadores provinciales;
- l) crear, modificar o extinguir entidades subordinadas o adscriptas al Consejo de Ministros y, en lo que le corresponda, a los organismos de la Administración Central del Estado;
- m) orientar y controlar la gestión de los gobernadores provinciales;
- n) aprobar o autorizar las modalidades de inversión extranjera que le correspondan;
- ñ) ejecutar las leyes y acuerdos de la Asamblea Nacional del Poder Popular, así como los decretos-leyes y disposiciones del Consejo de Estado, los decretos presidenciales y, en caso necesario, reglamentar lo que corresponda;
- o) dictar decretos y acuerdos sobre la base y en cumplimiento de las leyes vigentes y controlar su ejecución;
- p) proponer al Consejo de Estado la suspensión de los acuerdos de las asambleas municipales del Poder Popular que contravengan las leyes y demás disposiciones vigentes, o que afecten los intereses de otras comunidades o los generales del país;
- q) suspender los acuerdos y demás disposiciones de los consejos provinciales y de los consejos de la administración municipal que no se ajusten a la Constitución, las leyes, decretos-leyes, decretos presidenciales, decretos y demás disposiciones de los órganos superiores, o cuando afecten los intereses de otras localidades o los generales del país, dando cuenta al Consejo de Estado o a la Asamblea Municipal del Poder Popular, a los efectos que proceda según corresponda;
- r) revocar total o parcialmente las disposiciones que emitan los gobernadores provinciales, cuando contravengan la Constitución, las leyes, los decretos-leyes, decretos presidenciales, decretos y demás disposiciones dictadas por órganos competentes, o los que afecten los intereses de otras localidades o los generales del país;
- s) revocar total o parcialmente las disposiciones de los jefes de organismos de la Administración Central del Estado, cuando contravengan las normas superiores que les sean de obligatorio cumplimiento;
- t) crear las comisiones que estime necesarias para facilitar el cumplimiento de las tareas que le están asignadas; u) designar o sustituir a los directivos y funcionarios de acuerdo con las facultades que le confiere la ley;
- v) someter a la aprobación de la Asamblea Nacional del Poder Popular o del Consejo de Estado su reglamento; y
- w) las demás atribuciones que le confieran la Constitución, las leyes o le encomiende la Asamblea Nacional del Poder Popular o el Consejo de Estado

## Consejo de Ministros

### Comité Ejecutivo

#### Presidente de la República
Miguel Mario Díaz-Canel Bermúdez[cita requerida] (2019)

#### Vicepresidente de la República
Salvador Antonio Valdés Mesa[cita requerida] (2019)

#### Secretario del Consejo de Ministros
José Amado Ricardo Guerra (2009)
Vicejefa de la secretaría:  Marcia Fernández Andreu

#### Primer ministro
- Manuel Marrero Cruz (2019)

#### Vice primeros ministros
- Ramiro Valdés Menéndez, Comandante de la Revolución (2009)
- Roberto Morales Ojeda (2018)
- Inés María Chapman Waugh (2018)
- Jorge Luis Tapia Fonseca (2019)

### Ministro(a)s y Presidentes de institutos nacionales
Nombramientos en diciembre de 2019
- Álvaro López Miera (2021), Ministerio de las Fuerzas Armadas Revolucionarias (MINFAR)
- Lázaro Alberto Álvarez Casas (2020), Ministerio del Interior (MININT)
- Walter Baluja García (2023),  Ministerio de Educación Superior (MES)
- Naima Ariatna Trujillo Barreto (2023), Ministerio de Educación (MINED)
- Vladimir Regueiro Ale (2023), Ministerio de Finanzas y Precios (MFP)
- René Mesa Villafaña (2011), Ministerio de la Construcción (MICONS)
- Oscar Pérez-Oliva Fraga (2024), Ministerio del Comercio Exterior y la Inversión Extranjera (MINCEX)
- Bruno Rodríguez Parrilla (2009), Ministerio de Relaciones Exteriores (MINREX)
- Eduardo Rodríguez Dávila (2019), Ministerio del Transporte (MITRANS)
- Armando Rodríguez Batista (2024), Ministerio de Ciencia, Tecnología y Medio Ambiente (CITMA)
- Oscar Manuel Silveira (2018), Ministerio de Justicia (MINJUS)
- Betsy Díaz Velázquez (2019), Ministerio del Comercio Interior (MINCIN)
- Alpidio Alonso Grau (2018), Ministerio de Cultura (MINCULT)
- Mayra Arevich Marín (2021), Ministerio de Comunicaciones (MINCOM)
- José Ángel Portal Miranda (2018), Ministerio de Salud Pública (MINSAP)
- Joaquín Alonso Vázquez (2024), Ministerio de Economía y Planificación (MEP)
- Ydael Jesús Pérez Brito (2021), Ministerio de Agricultura (MINAG)
- Antonio Rodríguez Rodríguez (2018), Instituto Nacional de Recursos Hidráulicos (INRH)
- Alfonso Noya Martínez (2016), Instituto de Información y Comunicación Social (ICS, antes Instituto Cubano de Radio y Televisión, ICRT)
- Osvaldo Vento Montiller (2019), Instituto Nacional de Deportes, Educación Física y Recreación (INDER)

Seis nuevos ministros fueron designado en diciembre de 2019:
- Marta Elena Feitó Cabrera, Ministerio de Trabajo y Seguridad Social (MTSS)
- Juan Carlos García Grada, Ministerio de Turismo (MINTUR)
- Marta Wilson González, Banco Central de Cuba (BCC)
- Manuel Santiago Sobrino Martínez, Ministerio de la Industria Alimentaria (MINAL)
- Eloy Álvarez Martínez,  Ministerio de Industrias (MINDUS)
- Livan Arronte Cruz, Ministerio de Energía y Minas (MINEM)